# Sofia Jannoková
Sofia Jannoková (* 15. září 1982 Gällivare) je švédská zpěvačka sámského původu. Původně tvořila s Annou Kärrstedtovou duo Sofia och Anna, od roku 2005 vystupuje sólově. Ve své tvorbě spojuje vlivy moderní hudby s tradiční technikou zpěvu joik, sama se doprovází na sámský buben gievvrre. Známé jsou např. její sámské verze písní skupiny ABBA. Působí také jako rozhlasová a televizní moderátorka a aktivistka za práva původních obyvatel polárních krajů, protestovala proti zabírání sámských pastvin těžebními společnostmi. V roce 2007 obdržela Cenu prince Eugena za přínos k norské a švédské kultuře.

## Diskografie
- 2007 – Čeaskat/White
- 2009 – Áššogáttis/By the Embers
- 2013 – Áhpi/Wide as Oceans